# 石神井台
石神井台（しゃくじいだい）は、東京都練馬区の町名。現行行政地名は石神井台一丁目から石神井台八丁目。住居表示実施済み。

## 地理
練馬区の南西部に位置する。町域の北部を東大泉、東部を井草通りを境に石神井町、南部を石神井川を境に上石神井、西部を関町北などと接する。
鉄道駅は置かれていないが、西武新宿線武蔵関駅、同上石神井駅、西武池袋線大泉学園駅、同石神井公園駅が利用可能。

### 河川

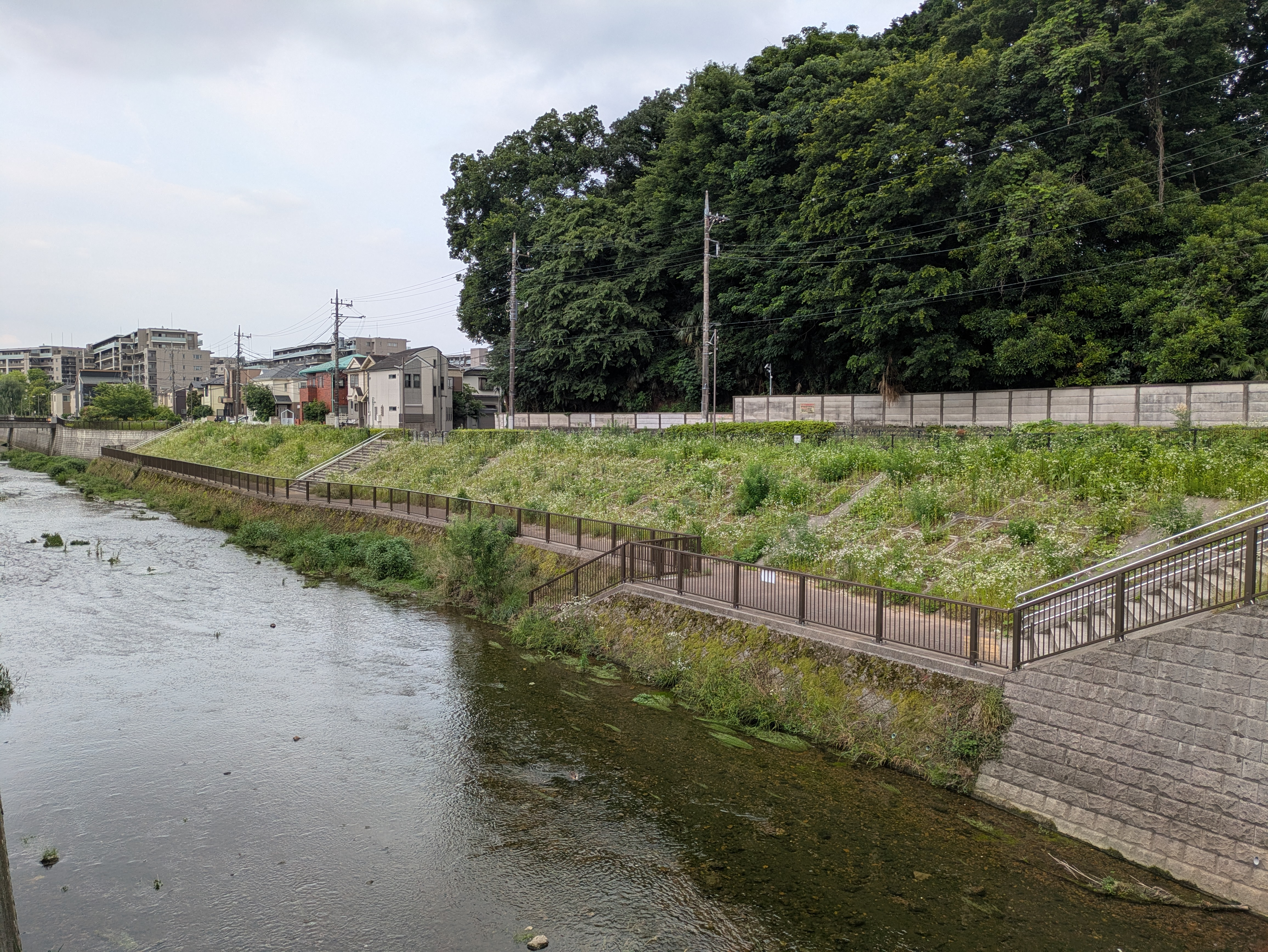
石神井川親水テラス部

- 石神井川

### 地価
住宅地の地価は、2025年（令和7年）1月1日の公示地価によれば、石神井台2-8-6の地点で39万4000円/m2、石神井台3-2-39の地点で41万2000円/m2、石神井台4-15-8の地点で39万8000円/m2となっている。

## 歴史
旧・武蔵国豊島郡上石神井村字大門（だいもん）・沼辺・西村・小関。
1970年（昭和45年）7月1日、住居表示を施行し旧・上石神井二丁目のほぼ全域と下石神井二丁目の一部（三宝寺池一帯）を合わせて石神井台となった。旧・上石神井二丁目の一部は1978年（昭和53年）に関町北の一部となった。

## 世帯数と人口
2025年（令和7年）4月1日現在（練馬区発表）の世帯数と人口は以下の通りである。
| 丁目           | 世帯数     | 人口     |
| -------------- | ---------- | -------- |
| 石神井台一丁目 | 767世帯    | 1,664人  |
| 石神井台二丁目 | 2,261世帯  | 4,657人  |
| 石神井台三丁目 | 2,791世帯  | 5,377人  |
| 石神井台四丁目 | 2,217世帯  | 4,581人  |
| 石神井台五丁目 | 1,774世帯  | 3,890人  |
| 石神井台六丁目 | 1,367世帯  | 2,958人  |
| 石神井台七丁目 | 2,258世帯  | 3,764人  |
| 石神井台八丁目 | 1,789世帯  | 3,888人  |
| 計             | 15,224世帯 | 30,779人 |

### 人口の変遷
国勢調査による人口の推移。
| 年                 | 人口   |
| ------------------ | ------ |
| 1995年（平成7年）  | 26,188 |
| 2000年（平成12年） | 28,219 |
| 2005年（平成17年） | 29,658 |
| 2010年（平成22年） | 30,357 |
| 2015年（平成27年） | 30,080 |
| 2020年（令和2年）  | 31,187 |

### 世帯数の変遷
国勢調査による世帯数の推移。
| 年                 | 世帯数 |
| ------------------ | ------ |
| 1995年（平成7年）  | 10,338 |
| 2000年（平成12年） | 11,528 |
| 2005年（平成17年） | 12,541 |
| 2010年（平成22年） | 13,215 |
| 2015年（平成27年） | 13,096 |
| 2020年（令和2年）  | 14,183 |

## 学区
区立小・中学校に通う場合、学区は以下の通りとなる（2022年7月現在）。
| 丁目           | 番地                        | 小学校                   | 中学校                 |
| -------------- | --------------------------- | ------------------------ | ---------------------- |
| 石神井台一丁目 | 全域                        | 練馬区立石神井小学校     | 練馬区立石神井中学校   |
| 石神井台二丁目 | 1番                         | 練馬区立石神井小学校     | 練馬区立石神井中学校   |
| 石神井台二丁目 | 2〜35番                     | 練馬区立上石神井北小学校 | 練馬区立石神井中学校   |
| 石神井台三丁目 | 13～42番                    | 練馬区立上石神井北小学校 | 練馬区立石神井中学校   |
| 石神井台三丁目 | 1〜12番                     | 練馬区立大泉東小学校     | 練馬区立石神井中学校   |
| 石神井台四丁目 | 1〜2番 10～15番             | 練馬区立上石神井北小学校 | 練馬区立石神井中学校   |
| 石神井台四丁目 | 3〜4番 5番2・9～20号        | 練馬区立上石神井北小学校 | 練馬区立上石神井中学校 |
| 石神井台四丁目 | 5番21〜34号 6〜9番 16〜21番 | 練馬区立石神井台小学校   | 練馬区立関中学校       |
| 石神井台五丁目 | 8～19番 27～28番            | 練馬区立石神井台小学校   | 練馬区立関中学校       |
| 石神井台五丁目 | 1〜7番 20〜26番             | 練馬区立上石神井北小学校 | 練馬区立石神井中学校   |
| 石神井台六丁目 | 1～10番                     | 練馬区立上石神井北小学校 | 練馬区立石神井中学校   |
| 石神井台六丁目 | 11〜19番                    | 練馬区立石神井台小学校   | 練馬区立石神井中学校   |
| 石神井台七丁目 | 全域                        | 練馬区立石神井台小学校   | 練馬区立関中学校       |
| 石神井台八丁目 | 全域                        | 練馬区立石神井台小学校   | 練馬区立関中学校       |

## 交通

### 鉄道
町域内に鉄道駅はない。隣接する街区の駅利用となる。
| 隣接街区の駅                                                                                      |
| ------------------------------------------------------------------------------------------------- |
| 西武池袋線 - 大泉学園駅(SI 11) 石神井公園駅(SI 10) 西武新宿線 - 武蔵関駅(SS 14) 上石神井駅(SS 13) |

### 道路
- 富士街道
- 新青梅街道
- 井草通り
- 上石神井通り
- 学芸大通り
- 旧早稲田通り - 三宝寺、道場寺などが沿道に立地する。

## 事業所
2021年（令和3年）現在の経済センサス調査による事業所数と従業員数は以下の通りである。
| 丁目           | 事業所数  | 従業員数 |
| -------------- | --------- | -------- |
| 石神井台一丁目 | 50事業所  | 404人    |
| 石神井台二丁目 | 98事業所  | 738人    |
| 石神井台三丁目 | 68事業所  | 814人    |
| 石神井台四丁目 | 49事業所  | 653人    |
| 石神井台五丁目 | 85事業所  | 509人    |
| 石神井台六丁目 | 78事業所  | 964人    |
| 石神井台七丁目 | 88事業所  | 707人    |
| 石神井台八丁目 | 88事業所  | 715人    |
| 計             | 604事業所 | 5,504人  |

### 事業者数の変遷
経済センサスによる事業所数の推移。
| 年                 | 事業者数 |
| ------------------ | -------- |
| 2016年（平成28年） | 565      |
| 2021年（令和3年）  | 604      |

### 従業員数の変遷
経済センサスによる従業員数の推移。
| 年                 | 従業員数 |
| ------------------ | -------- |
| 2016年（平成28年） | 4,357    |
| 2021年（令和3年）  | 5,504    |

## 施設・名所

### 公園等
- 都立「石神井公園」
  - 三宝寺池 - 三宝寺池沼沢植物群落が天然記念物に指定されている。
  - 石神井城址
- けやき憩いの森
- 区立「石神井松の風文化公園」（日銀運動場として戦前に完成）

### 施設
- 東京海上日動石神井スポーツセンター（1960年代に建設）
- 練馬区立石神井図書館
- 東京都石神井学園
- 警視庁石神井合同庁舎
- 宝亀閣斎場

### 寺社
- 三宝寺
- 道場寺
- 氷川神社

## その他

### 日本郵便
- 郵便番号 : 177-0045[3]（集配局 : 石神井郵便局[16]）。